# 積讀

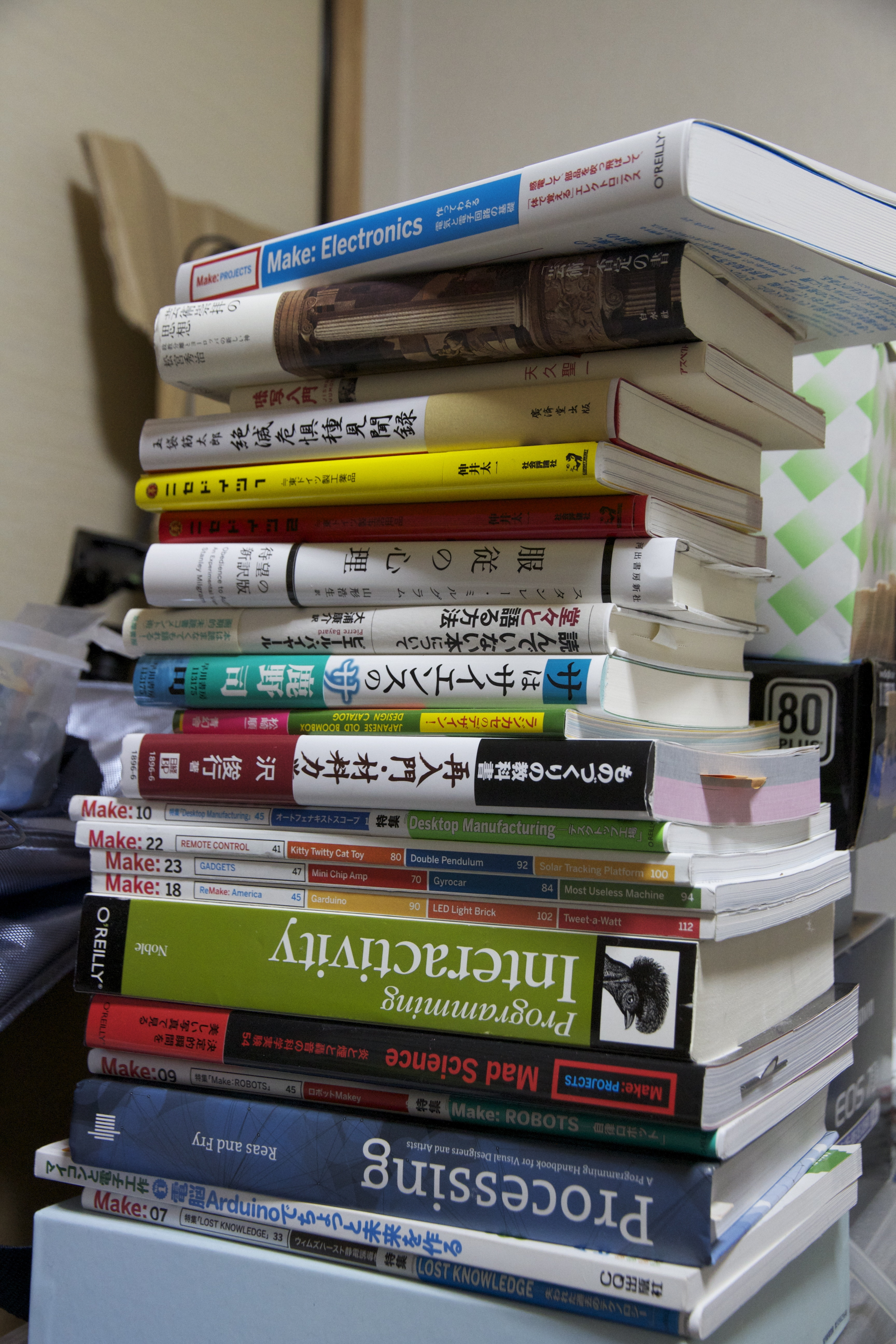
積讀的例子

積讀（日语：／ Tsundoku），是指書本僅藏不讀或只囤不讀的狀態。

## 概論
積讀是由（積置）和（閱讀）結合而成的混成語，也同時是的訛轉。

該用語雖於明治期間誕生，但1936年出版的《書物語辭典》認爲:3
「在江戶時代早已把書的讀法分為三類：朗讀、默讀、積置」。
首創者有和田坦謙三或田鳩稻次郎的諸種主張:99。該詞走向普及的時期不明，但已知1879年出版的小雜誌《東京新誌》已有「積讀家」和「積讀老師」的文章。其它使用者皆如文學評論家暨作家內田魯庵所寫題名為《禮讚積讀老師》（ツンドク先生礼讃）的隨筆般，以片假名來表示積讀。
世界上雖有使用愛書族和囤積病等類的用語，但除日語之外就沒有和「積讀」一樣語境的詞彙。在2010年代遂以羅馬拼音「tsundoku」的形式在英國等地區流傳。

美國實業家與圖書收藏家A·爱德华·牛顿曾於1921年這樣寫道：
「不論是否飽覽內容，單單是獲得書籍一事，就能使人狂喜，以至于买的书超过了自己的阅读量——这无异于灵魂的无限延伸……即使沒讀過內容，我們對書籍還是會珍而重之，因為其存在本身就已散發出令人舒適的氣息，並保證我們隨時都能一探內文。」